# Copris harrisi
Copris harrisi là một loài bọ cánh cứng trong họ Bọ hung (Scarabaeidae).